# Michael Putnam
Michael Courtney Jenkins Putnam (* 20. September 1933 in Springfield, Massachusetts) ist ein US-amerikanischer Altphilologe. Er ist emeritierter  W. Duncan MacMillan II Professor of Classics an der Brown University in Providence, Rhode Island. Sein Forschungsinteresse gilt der lateinischen Literatur. Er hat zu Vergil, Horaz, Catull und Tibull publiziert.
Putnam studierte an der Harvard University und promovierte dort 1959 über „Patterns of Personality and Imagery in the Poetry of Catullus.“ Seit 1960 lehrte er an der Brown University. Er ist Mitglied der American Academy of Arts and Sciences (seit 1996) und der American Philosophical Society (seit 1998).
Über seine Großmutter Elizabeth Lowell Putnam ist er Angehöriger der wohlhabenden Bostoner Familie Lowell, der bspw. auch Percival Lowell, der Gründer des Lowell-Observatoriums angehört. 
Der Asteroid (2557) Putnam ist nach der Familie Putnam benannt, insbesondere nach Michael Putnam und seinem Vater Roger Lowell Putnam (1893–1972) in Anerkennung ihrer Tätigkeit als Trustees des Lowell-Observatoriums.